# بوب ماريانو
بوب ماريانو (بالإنجليزية: Bob Mariano)‏ هو شخصية أعمال أمريكي، ولد في 1 مارس 1950 في Jefferson Park, Chicago ‏ في الولايات المتحدة.